# Дача (Ботошани)
Дача (рум. Dacia) насеље је у Румунији у округу Ботошани у општини Никшени. Oпштина се налази на надморској висини од 192 m.

## Становништво
Према подацима из 2002. године у насељу је живело 171 становника, од којих су сви румунске националности.